# Banco Bilbao Vizcaya Argentaria
Il Banco Bilbao Vizcaya Argentaria (BBVA) è un gruppo bancario multinazionale spagnolo con un'origine a forte connotazione regionale (Paesi Baschi).
Nato dalla fusione di Banco Bilbao Vizcaya e Argentaria nel 1999, è la seconda più grande banca spagnola dopo il Banco Santander e l'undicesima nella classifica dei gruppi bancari della zona euro per capitalizzazione.
L'attuale strategia della banca pone un'attenzione particolare all'espansione all'estero, per cui ora opera in 40 paesi. Come molte altre aziende spagnole, l'affinità linguistica e culturale l'ha portata a svolgere un ruolo importante nell'America Latina di lingua spagnola. È presente anche in diversi paesi del Mediterraneo, specialmente in Portogallo e in Italia, ed ha annunciato l'intenzione di espandersi negli Stati Uniti.

## Storia
La storia delle diverse banche poi confluite nel BBVA iniziò nel 1857, quando la Camera di commercio di Bilbao promosse la creazione del Banco de Bilbao come istituto di emissione e di sconto. Fino a circa il 1890 fu praticamente l'unica banca in quella regione della Spagna. Nella seconda metà del XIX secolo il Banco de Bilbao giocò un ruolo guida nelle operazioni riguardanti le infrastrutture, i progetti e lo sviluppo dell'industria dell'acciaio. Nel 1878 perse il diritto di emettere moneta e si riorganizzò come banca di finanziamento e sconto.
Il Banco de Vizcaya fu fondato nel 1901. Cominciò ad operare a Bilbao e gradualmente si estese in tutta la Spagna. Oltre alle sue attività di banca commerciale e generalista, intervenne nella creazione e lo sviluppo di larga parte dell'industria spagnola.
Nel 1902 il Banco de Bilbao si fuse con il Banco del Comercio, anche se entrambi continuarono ad operare come entità separate. Nel 1909 fu fondata come ente pubblico la Caja Postal, che cominciò ad operare nel 1916, basandosi su libretti di risparmio. Nel 1920 un consorzio di banchieri e imprenditori fondò il Banco de Crédito Industrial (BCI) con l'obiettivo di incentivare la nascita e il consolidamento di industrie tramite prestiti a lungo termine. Sia il Banco de Bilbao che il Banco de Vizcaya facevano parte di questo consorzio.
Nel 1923 venne istituito il Servicio Nacional de Crédito Agrícola, che dipendeva dal ministero dell'agricoltura, con lo scopo di erogare crediti alle associazioni agricole. Il Banco de Crédito Local (BCL) fu fondato nel 1925 da enti pubblici e investitori privati sotto forma di società a capitale misto. Il suo scopo era di finanziare le autorità locali e altre istituzioni pubbliche. Il Banco Exterior (BEX) nacque nel 1929 per incoraggiare il commercio estero, per cercare nuovi mercati per i prodotti spagnoli e per aiutare le compagnie locali nelle importazioni e esportazioni.

## La fase espansiva
Sullo sfondo dello sviluppo economico degli anni sessanta, il Banco de Bilbao crebbe ulteriormente, assorbendo altri istituti di credito. Nello stesso periodo si stava espandendo anche il Banco de Vizcaya, diventando un importante gruppo finanziario. Una maggiore flessibilità delle istituzioni riguardo all'apertura di nuove filiali gli permise di accrescere la propria rete di filiali. Ai servizi preesistenti vennero aggiunti i conti correnti di Caja Postal, le attività nel mercato azionario e specifiche linee di credito. La legge di riforma del settore bancario del 1962 nazionalizzò BCI, BHE e BCL, oltre a trasformare il Servicio Nacional de Crédito Agrícola in Banco de Crédito Agrícola (BCA). Tutti e quattro questi istituti divennero quindi enti pubblici. Nel 1971, però, furono ridefiniti come aziende a capitale di rischio condiviso e divennero ufficialmente entità che potevano erogare prestiti, regolati dalla legge sul sistema di credito ufficiale.

### Lo sviluppo negli anni '80
Durante gli anni ottanta la strategia del Banco de Bilbao fu quella di cercare di raggiungere una dimensione sufficiente per partecipare alle operazioni finanziarie generate dai progressi nella tecnologia, conseguenti alla deregulation, le evoluzioni connesse ai fenomeni di securitisation, nonché alle relazioni tra il mercato locale e quello internazionale. Il Banco de Vizcaya contribuì alle operazioni di rifinanziamento degli istituti di credito colpiti dalla crisi economica e perseguì una politica di forte crescita attraverso le acquisizioni. Queste vicende trasformarono l'istituto in un grande gruppo bancario. L'operazione più importante fu l'acquisizione della Banca Catalana nel 1984. Nel frattempo le strutture ufficiali connesse al credito ampliavano il giro di affari attraverso operazioni sul mercato. Nel 1982 BEX perse il diritto esclusivo al finanziamento delle esportazioni. A quel punto l'istituto rifocalizzò i propri obiettivi sul diventare una banca di modello universale e costruire un gruppo finanziario. Nell'ambito di questo processo acquisì il controllo del Banco de Alicante nel 1983. Nel 1988 Banco de Bilbao e Banco de Vizcaya si fusero formando il Banco Bilbao Vizcaya (BBV).
Nel 1991 fu creata la Corporación Bancaria de España (CBE) quale struttura governativa ed istituto di credito avente status di banca. Argentaria nacque come banca federata. Nel 1998 la Corporación Bancaria de España (già diventata privata attraverso una offerta pubblica di vendita), BEX (che era stata fusa con la BCI), BHE e Caja Postal furono conglomerate in una sola banca: Argentaria.

## La creazione di BBVA
BBV e Argentaria annunciarono la loro fusione il 19 ottobre 1999. Il gruppo che si creava aveva i vantaggi di una dimensione rilevante, un grande capitale sociale, una considerevole struttura finanziaria e una positiva diversificazione geografica dei suoi affari e rischi, il che significava ottime possibilità di profitto. 
Il processo di integrazione ebbe un'importante accelerazione nel gennaio 2000 con la scelta di utilizzare il logo BBVA (Banco Bilbao Vizcaya Argentaria) per tutte le attività. Questo ha aiutato il gruppo a creare un'immagine molto forte in termini di identità e caratteristiche distintive.  L'integrazione delle attività al dettaglio in Spagna (BBV, Argentaria, Banca Catalana, Banco del Comercio e Banco de Alicante) portò alla creazione di una vasta rete di filiali a marchio BBVA. 
L'efficienza del processo di integrazione di BBVA è stata riconosciuta dalle maggiori pubblicazioni finanziarie ed ha portato ai seguenti riconoscimenti: migliore banca mondiale nel 2000 (Forbes), migliore banca spagnola nel 2000 (The Banker), migliore banca in America Latina nel 2001 (Forbes), migliore banca europea nel 2001 (Lafferty).

## BBVA in Italia
All'inizio del 2004 BBVA deteneva il 15% della Banca Nazionale del Lavoro e aveva lanciato un'OPA non andata a buon fine. Dopo i fatti di Bancopoli, cedette tale quota a BNP Paribas.
Il 21 ottobre 2022 il presidente e amministratore delegato di BBVA Onur Genç, scegliendo l'Italia come primo mercato estero, ha comunicato il lancio della banca digitale per il segmento retail.